# HAT-P-12 b
HAT-P-12 b, també anomenat GSC 03033-00706 b és un planeta extrasolar de la constel·lació dels Llebrers, que orbita al voltant de l'estrella nana taronja (K) HAT-P-12
. Està situat a aproximadament 464,77 anys llum de distància a la Terra, o el que seria el mateix, 142,5 parsecs. Forma part d'un sistema planetari, del qual és l'únic planeta descobert fins ara.
| HAT-P-12 b | Júpiter |
| ---------- | ------- |
| HAT-P-12 b | Júpiter |

## Descobriment
Aquest planeta extrasolar, va ser descobert per Hartman i altres astrònoms, a Cambridge, Estats Units, a través del projecte HATnet, que es dedica a descobrir planetes extrasolars amb el mètode dels trànsits planetaris. El dia del seu descobriment, el 30 d'abril de 2009, es va produir un trànsit davant la seva estrella, per la qual cosa es va poder calcular el radi del planeta, cosa que no permet l'usat mètode de la velocitat radial.

## Característiques
HAT-P-12 b, té una massa d'aproximadament 0,221 masses jovianes (67,3313) i el seu relativament petit semieix major d'uns 0,0384 ua (5,72 milions de km [c]), fan que aquest cos es converteixi en un tipus de planeta, anomenat júpiter ardent, ja que degut a la massa semblant a Júpiter i el seu petit semieix major que els separa de la seva estrella, fan que el cos es sobreescalfi en altes temperatures. Un exemple d'aquest tipus de planeta és 51 Pegasi b. A més a més, com ja s'ha dit abans, es coneix el radi del planeta gràcies als seus trànsits per davant de la seva estrella, que seria d'uns 0,959 radis jovians, o el que seria el mateix 11,208 terrestres.